# Fodina miranda
Fodina miranda là một loài bướm đêm trong họ Noctuidae.